# Monacos Grand Prix 2018
Monacos Grand Prix 2018, officiellt Formula 1 Grand Prix de Monaco 2018, var ett Formel 1-lopp som kördes 27 maj 2018 på Circuit de Monaco i Furstendömet Monaco. Loppet var det sjätte av sammanlagt tjugoen deltävlingar ingående i Formel 1-säsongen 2018 och kördes över 78 varv. 2018 års upplaga av Monacos GP var det 76:e loppet i ordningen som kördes.

## Kval
| Pos.                    | Nr | Förare            | Konstruktör               | Kvaltider | Kvaltider | Kvaltider | Start- grid |
| Pos.                    | Nr | Förare            | Konstruktör               | Q1        | Q2        | Q3        | Start- grid |
| ----------------------- | -- | ----------------- | ------------------------- | --------- | --------- | --------- | ----------- |
| 1                       | 3  | Daniel Ricciardo  | Red Bull Racing-TAG Heuer | 1.12,013  | 1.11,278  | 1.10,810  | 1           |
| 2                       | 5  | Sebastian Vettel  | Ferrari                   | 1.12,415  | 1.11,518  | 1.11,039  | 2           |
| 3                       | 44 | Lewis Hamilton    | Mercedes                  | 1.12,460  | 1.11,584  | 1.11,232  | 3           |
| 4                       | 7  | Kimi Räikkönen    | Ferrari                   | 1.12,639  | 1.11,391  | 1.11,266  | 4           |
| 5                       | 77 | Valtteri Bottas   | Mercedes                  | 1.12,434  | 1.12,002  | 1:11,441  | 5           |
| 6                       | 31 | Esteban Ocon      | Force India-Mercedes      | 1.13,028  | 1.12,188  | 1.12,061  | 6           |
| 7                       | 14 | Fernando Alonso   | McLaren-Renault           | 1.12,657  | 1.12,269  | 1.12,110  | 7           |
| 8                       | 55 | Carlos Sainz Jr.  | Renault                   | 1.12,950  | 1.12,286  | 1.12,130  | 8           |
| 9                       | 11 | Sergio Pérez      | Force India-Mercedes      | 1.12,848  | 1.12,194  | 1.12,154  | 9           |
| 10                      | 10 | Pierre Gasly      | Scuderia Toro Rosso-Honda | 1.12,941  | 1.12,313  | 1.12,221  | 10          |
| 11                      | 27 | Nico Hülkenberg   | Renault                   | 1.13,065  | 1.12,411  |           | 11          |
| 12                      | 2  | Stoffel Vandoorne | McLaren-Renault           | 1.12,463  | 1.12,440  |           | 12          |
| 13                      | 35 | Sergey Sirotkin   | Williams-Mercedes         | 1.12,706  | 1.12,521  |           | 13          |
| 14                      | 16 | Charles Leclerc   | Sauber-Ferrari            | 1.12,829  | 1.12,714  |           | 14          |
| 15                      | 8  | Romain Grosjean   | Haas-Ferrari              | 1.12,930  | 1.12,728  |           | 18a         |
| 16                      | 28 | Brendon Hartley   | Scuderia Toro Rosso-Honda | 1.13,179  |           |           | 15          |
| 17                      | 9  | Marcus Ericsson   | Sauber-Ferrari            | 1.13,265  |           |           | 16          |
| 18                      | 18 | Lance Stroll      | Williams-Mercedes         | 1.13,323  |           |           | 17          |
| 19                      | 20 | Kevin Magnussen   | Haas-Ferrari              | 1.13,393  |           |           | 19          |
| –                       | 33 | Max Verstappen    | Red Bull Racing-TAG Heuer | Ingen tid |           |           | 20b         |
| 107 %-gränsen: 1.17,053 |    |                   |                           |           |           |           |             |
| Källor:                 |    |                   |                           |           |           |           |             |

- ^a  – Romain Grosjean bestraffades med tre platser nedflyttning på startgriden, efter att bedömts som vållande till kraschen på inledningsvarvet under föregående tävling, som tvingade han själv, Nico Hulkenberg och Pierre Gasly att bryta.[5]
- ^b  – Max Verstappen var efter en krasch på lördagens fria träning oförmögen att delta i kvalet. Han fick efter tävlingsledningens beslut tillåtelse att starta.[6]

## Lopp
| Pos.    | Nr | Förare            | Konstruktör               | Varv | Tid/Bröt    | Grid | Poäng |
| ------- | -- | ----------------- | ------------------------- | ---- | ----------- | ---- | ----- |
| 1       | 3  | Daniel Ricciardo  | Red Bull Racing-TAG Heuer | 78   | 1:42.54,807 | 1    | 25    |
| 2       | 5  | Sebastian Vettel  | Ferrari                   | 78   | +7,336      | 2    | 18    |
| 3       | 44 | Lewis Hamilton    | Mercedes                  | 78   | +17,013     | 3    | 15    |
| 4       | 7  | Kimi Räikkönen    | Ferrari                   | 78   | +18,127     | 4    | 12    |
| 5       | 77 | Valtteri Bottas   | Mercedes                  | 78   | +18,822     | 5    | 10    |
| 6       | 31 | Esteban Ocon      | Force India-Mercedes      | 78   | +23,667     | 6    | 8     |
| 7       | 10 | Pierre Gasly      | Scuderia Toro Rosso-Honda | 78   | +24,331     | 10   | 6     |
| 8       | 27 | Nico Hülkenberg   | Renault                   | 78   | +24,839     | 11   | 4     |
| 9       | 33 | Max Verstappen    | Red Bull Racing-TAG Heuer | 78   | +25,317     | 20   | 2     |
| 10      | 55 | Carlos Sainz Jr.  | Renault                   | 78   | +69,013     | 8    | 1     |
| 11      | 9  | Marcus Ericsson   | Sauber-Ferrari            | 78   | +69,864     | 16   |       |
| 12      | 11 | Sergio Pérez      | Force India-Mercedes      | 78   | +70,461     | 9    |       |
| 13      | 20 | Kevin Magnussen   | Haas-Ferrari              | 78   | +74,823     | 19   |       |
| 14      | 2  | Stoffel Vandoorne | McLaren-Renault           | 77   | +1 varv     | 12   |       |
| 15      | 8  | Romain Grosjean   | Haas-Ferrari              | 77   | +1 varv     | 18   |       |
| 16      | 35 | Sergey Sirotkin   | Williams-Mercedes         | 77   | +1 varv     | 13   |       |
| 17      | 18 | Lance Stroll      | Williams-Mercedes         | 76   | +2 varv     | 17   |       |
| 18      | 16 | Charles Leclerc   | Sauber-Ferrari            |      | Kollision   | 14   |       |
| 19      | 28 | Brendon Hartley   | Scuderia Toro Rosso-Honda |      | Kollision   | 15   |       |
| Bröt    | 14 | Fernando Alonso   | McLaren-Renault           |      | Växellåda   | 7    |       |
| Källor: |    |                   |                           |      |             |      |       |